# Coniopteryx (Coniopteryx) dactylifrons
Coniopteryx (Coniopteryx) dactylifrons is een insect uit de familie dwerggaasvliegen (Coniopterygidae), die tot de orde netvleugeligen (Neuroptera) behoort. De soort komt voor in China.